# Nufenenpass
Nufenenpass (italsky Passo della Novena) je 2439 metrů vysoký horský průsmyk ve Švýcarsku, který spojuje kantony Valais na západě a Ticino na východě a odděluje horskou skupinu Gotthard na severu od horské skupiny Monte Leone na jihu. Přes sedlo vede stezka Vier-Quellen-Weg (Stezka čtyř pramenů), ale průsmyková cesta vede o něco severněji a výše.

## Poloha
Silnice přes průsmyk byla budovaná od roku 1964 a otevřená 5. září 1969, vede z Ulrichenu přes vrchol průsmyku ve výšce 2478 m n. m. do údolí Val Bedretto a dále do Airola. Tato silnice je nejvýše položenou silnicí nacházející se výhradně na území Švýcarska. Východně od vrcholu průsmyku a kantonální hranice z Valais do Ticina silnice opět mírně stoupá a dosahuje vrcholové výšky 2480 m n. m.
Řeka Ticino pramení východně od vrcholu průsmyku Nufenenpass. Z vrcholu průsmyku je široký výhled na Bernské Alpy s Finsteraarhornem na západě a na jihozápadě je výhled na ledovec Gries a Nufenenstock.
Orograficky nejnižší bod mezi údolím Val Bedretto a Obervalais leží asi 500 m jižně silnice v nadmořské výšce 2439 m. Tento bod je však ze západu obtížně přístupný, proto byla průjezdní silnice vybudována po severním úbočí údolí. Přesto tudy vede turistická trasa.

## Historie
Názvy "Nufenenpass" a "Passo della Novena" jsou doloženy v polovině 19. století, ale tehdy se vztahovaly na pěší stezku; průsmyk se stal průjezdným až se silnicí z roku 1964.
Název Novena je pravděpodobně odvozen od slova novus "nový". Jako název obce Nufenen v Rýnském lese je jméno doloženo v 17. století (jako Nufena, románsky Nueinas).

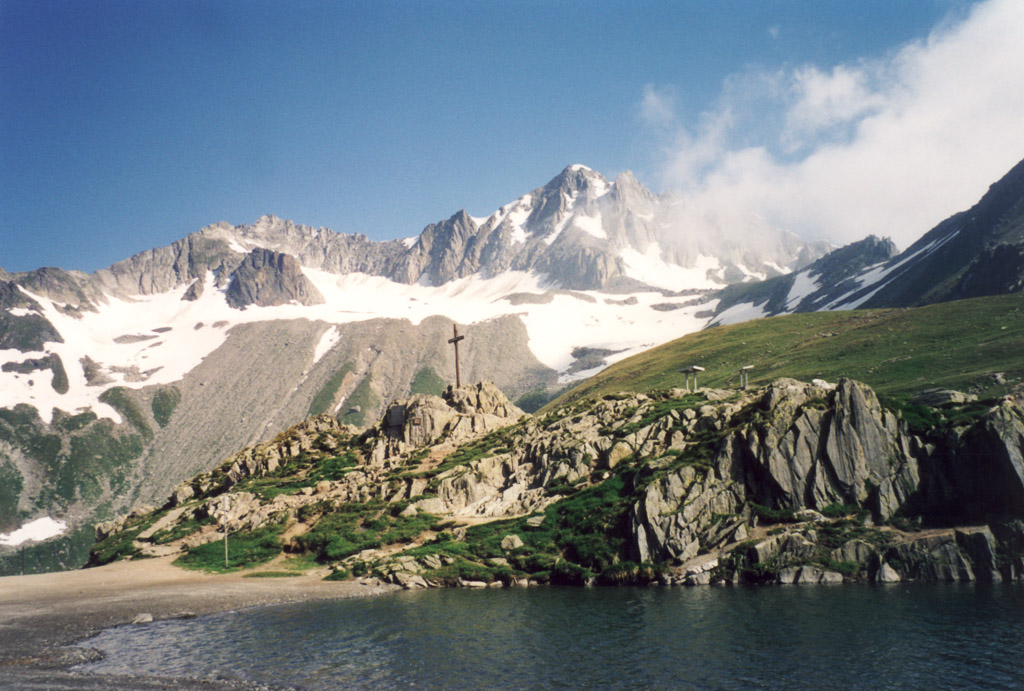
Nufenenpass od jihu
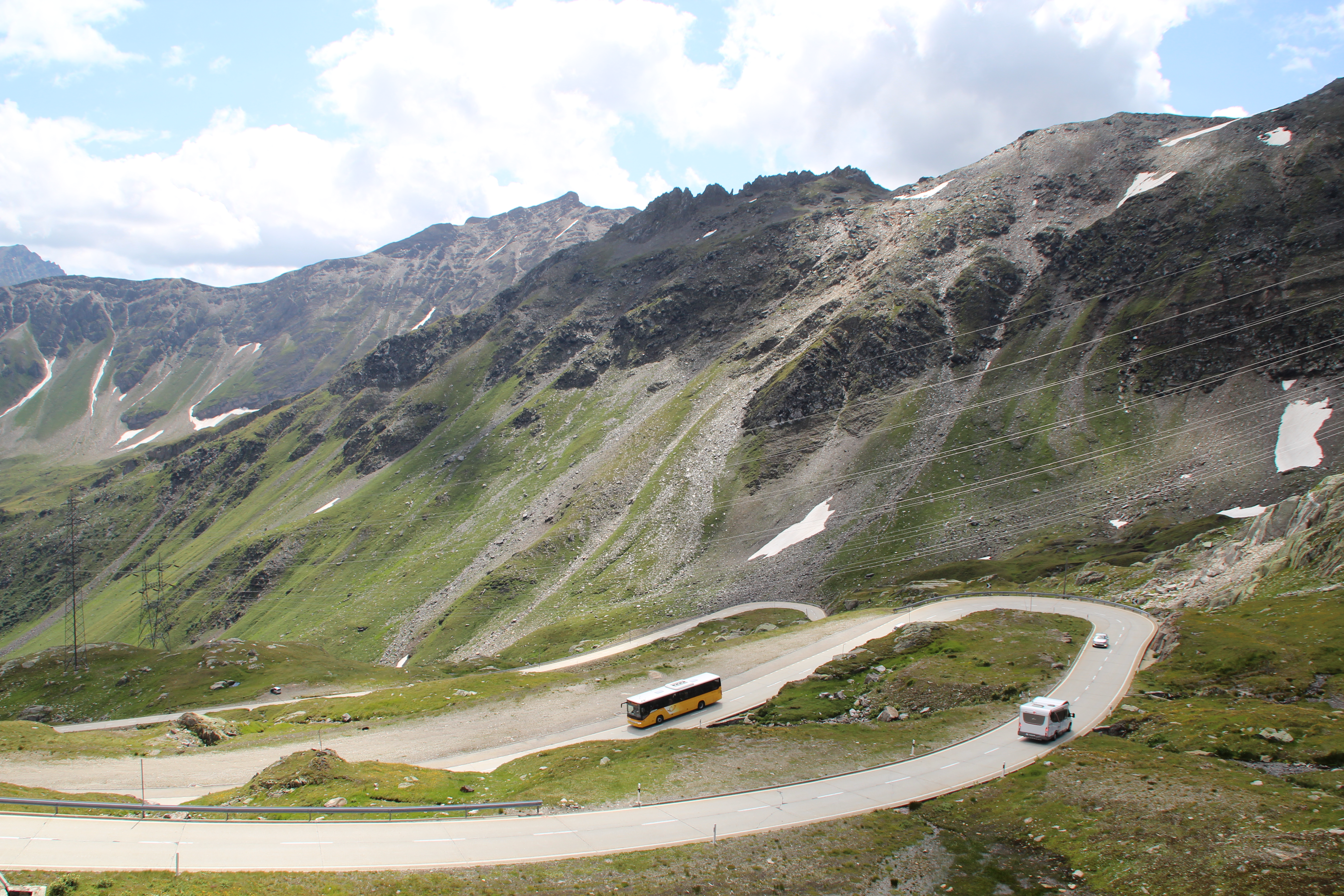
Východní strana průsmyku při pohledu na jih
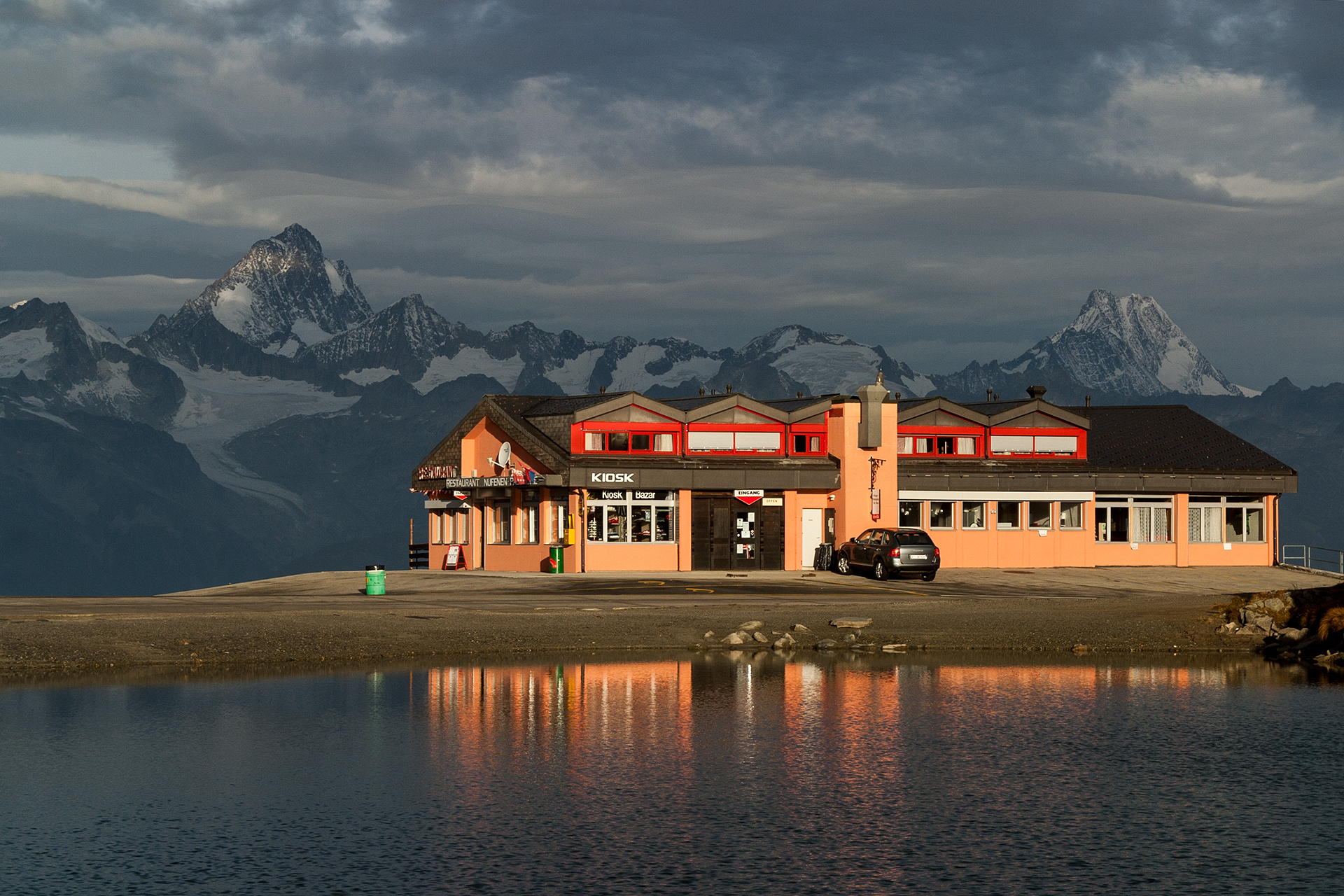
Restaurant
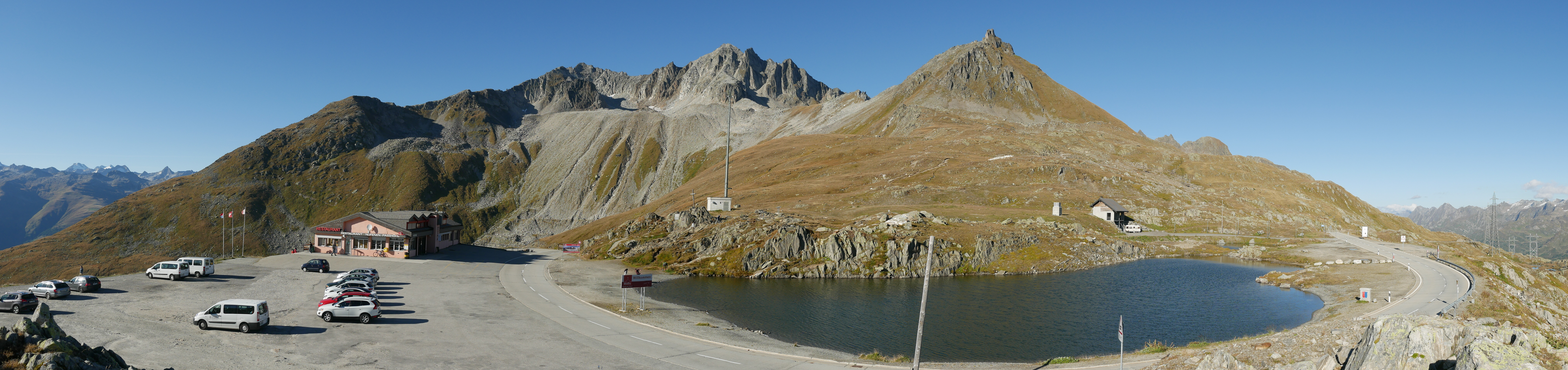
Vrchol průsmyku